# Josefa Idem
Josefa Idem (Goch, Alemanya Occidental 1964) és una piragüista alemanya nacionalitzada italiana, guanyadora de 5 medalles olímpiques.

## Biografia
Va néixer el 23 de setembre de 1964 a la ciutat de Goch, població situada a l'estat de Rin del Nord-Westfàlia, que en aquells moments formava part de l'Alemanya Occidental (RFA) i que avui en dia forma part d'Alemanya.
El 1990 es casà amb Guglielmo Guerrini, adoptant la nacionalitat italiana.

## Carrera esportiva
Va participar, als 19 anys, en els Jocs Olímpics d'Estiu de 1984 realitzats a la ciutat de Los Angeles (Estats Units) en representació de la República Federal Alemanya (RFA), on aconseguí guanyar la medalla de bronze en la prova de K-2 femenina de 500 metres i finalitzà, així mateix, cinquena en la prova de K-4 500 metres. En els Jocs Olímpics d'Estiu de 1988 celebrats a Seül (Corea del Sud) finalitzà cinquena en al prova de K-4 500 metres i novena en el K-1.
Va participar en els Jocs Olímpics d'Estiu de 1992 celebrats a Barcelona (Espanya) sota representació de la bandera italiana en esdevenir el 1990 ciutadana d'aquest país. A partir d'aquest moment únicament participà en la prova del K-1 500 metres, aconseguint guanyar la medalla de bronze en els Jocs Olímpics d'Estiu de 1996 realitzats a Atlanta (Estats Units), la medalla d'or en els Jocs Olímpics d'Estiu de 2000 realitzats a Sydney (Austràlia) i novament la medalla de plata en els Jocs Olímpics d'Estiu de 2004 realitzats a Atenes (Grècia) i en els Jocs Olímpics d'Estiu de 2008 realitzats a Pequín (Xina).
Al llarg de la seva carrera ha guanyat 22 medalles en el Campionat del Món de piragüisme, destacant 5 medalles d'or, 9 medalles de plata i 8 medalles de bronze.